# Тотипотентность
Тотипотентность (англ. totipotency, от лат. totus — весь, целый, совокупный, potentia — сила, мощь, возможность) — способность клетки путём деления дать начало любому клеточному типу организма. Понятие тотипотентности, мультипотентности и плюрипотентности тесно связано с понятиями «потенция к развитию» и «детерминация». Оплодотворённые яйцеклетки животных являются тотипотентными. В течение развития потомки зиготы утрачивают тотипотентность. У большинства животных бластомеры сохраняют тотипотентность в течение определённого количества делений дробления. У животных с детерминированным развитием (например, у круглых червей) первые потомки зиготы уже утрачивают тотипотентность. 
У некоторых организмов клетки могут дедифференцироваться и обретать тотипотентность. Срезанные части растений и каллус могут быть использованы для выращивания целого растения.